# Kumaré
Kumaré is een Amerikaanse documentaire uit 2011 gemaakt door Vikram Gandhi.

## Inhoud
Voor het maken van deze documentaire, transformeerde de Amerikaanse filmmaker Vikram Gandhi zich tot Sri Kumaré, een verlichte goeroe uit een bedacht Indiaas dorp. Daarvoor nam hij het accent van zijn Indiase oma aan, liet zijn baard en haar groeien, trok een rood gewaad aan en voorzag zich van een drietand. Ook oefende hij in yoga- en meditatietechnieken. In de documentaire trekt Kumaré naar Phoenix in Arizona om zijn zelfbedachte wijsheid aan te prijzen en volgelingen te vinden. Dat lukt hem wonderwel. De documentaire laat zien hoe het hem en zijn volgelingen vergaat. Zijn boodschap is steeds meer 'je bent je eigen goeroe'. Aan het eind onthult Gandhi zijn werkelijke identiteit wat tot gemengde reacties bij de aanhangers leidt. 

## Achtergrond
Gandhi kwam op het idee om een nepgoeroe te worden toen hij bezig was met een andere documentaire over yogi's en hun volgelingen. Hij verbaasde zich al langere tijd over het succes van Oosterse geloofsovertuigingen in de westerse wereld. Hij was geïntrigeerd door geloof en spiritualiteit en de menselijke zoektocht naar het ‘hogere’, en tegelijk sceptisch, vooral over de meeste goeroes. Zelf heeft hij afstand genomen van het hindoeïsme. Zijn verbazing over het gemak waarmee mensen goeroes volgen deed hem besluiten het experiment aan te gaan zelf zo'n goeroe te spelen. 

## Prijs
Deze documentaire ging in 2011 in première op het South by Southwest Film Festival, waar de Feature Film Audience Award gewonnen werd voor de beste documentaire. 
De documentaire is in Nederland uitgezonden op 9 januari 2013 door de VPRO.